# Szareptai mustár
A szareptai mustár (Brassica juncea) a káposztafélék családjába tartozó Brassica nemzetség egyik faja. Nevezik barna mustárnak, indiai mustárnak, továbbá az oroszrépa és az indiairépa névvel is illetik. A szareptai a bibliai Szareptáról elnevezett oroszországi, egykor volgai német településre utal, amely ma Szarepta-na-Volge néven Volgográd része. Itt alapították 1801-ben azt a mustárgyárat, amely a «Szareptszkaja gorcsica» (Szareptai mustár) védjegyet birtokolta.
A trópusi, szubtrópusi Ázsia régóta termesztett, fontos olajnövénye, de a Földközi-tenger vidékén is vetik. Nagy sárga magvai 35% étolajat tartalmaznak. Indiában ezzel főznek, rai a neve. Nagy mennyiségű allil- és krotil-mustárolajából mustárt készítenek. Ez a legcsípősebb mustár. A fiatal növényeket (leginkább Kínában) főzeléknek használják, de kétszer kell megfőzni, mert különben keserű.[forrás?]